# Sweetbox
Sweetbox ist ein deutsch-amerikanisches Pop-Projekt der deutschen Produzenten Heiko Schmidt und Roberto „Geo“ Rosan.

## Biografie
Mit Kimberly Kearney als Sängerin und der Single Booyah (Here We Go) gelang das Debüt im Sommer 1995. Bereits 1996 kam Dacia Bridges mit der Single Shakalaka als neue Sängerin hinzu.
Im Jahr 1997 traf Rosan die Maryland-Rapperin und Sängerin Tina Harris, die neue Frontsängerin von Sweetbox wurde. Mit ihrem Eintritt in das Projekt wandelte sich die Musik von Euro-House zu Hip-Hop-Beats mit Rap-Versen. Die Single, I’ll Die for You, wurde von Harris 1997 veröffentlicht und hatte hauptsächlich in Europa Erfolg. Doch der Nachfolger Everything’s Gonna Be Alright wurde noch im gleichen Jahr ein internationaler Erfolg für das Projekt. Die Verbindung eines Hip-Hop-Beats mit dem klassischen Musikstück Air aus der Ouverture D-Dur BWV 1068 von Johann Sebastian Bach und einem sanft gesungenen Begleittext wurde ein Welthit.
Die 1998 veröffentlichte Single Don’t Go Away war eine sehr ruhige Interpretation des Adagio g-Moll (Giazotto), das häufig dem venezianischen Komponisten Tomaso Albinoni zugeschrieben wird, und wurde auch als Einleitungsstück für das Album Everything’s Gonna Be Alright verwendet. Im Dezember des Jahres war Sweetbox neben 4 the Cause, 2 Ruff, 2-4 Family und Joe Thompson und Mike Dalien von Down Low Teil der Rap Allstars. Dieses Projekt veröffentlichte eine Coverversion des Wham!-Weihnachtshits Last Christmas und schaffte damit den Sprung in die Top 30 in Deutschland und der Schweiz.
Von 2000 bis 2007 war Jade Villalon die Sängerin der Band, bis sie das Projekt zusammen mit Geo Rosan verließ, um eine Solokarriere zu starten. Mit Jamie Pineda verpflichtete Heiko Schmidt 2007 bereits die fünfte Frontsängerin für das Projekt.
Sweetbox verkaufte insgesamt über drei Millionen Alben und zwei Millionen Singles weltweit. Die Songs 1000 Words und Real Emotion wurden im Videospiel Final Fantasy X-2 eingesetzt.

## Diskografie

### Studioalben
| Jahr | Titel               | Höchstplatzierung, Gesamtwochen, AuszeichnungChartplatzierungen (Jahr, Titel, Platzierungen, Wochen, Auszeichnungen, Anmerkungen) | Höchstplatzierung, Gesamtwochen, AuszeichnungChartplatzierungen (Jahr, Titel, Platzierungen, Wochen, Auszeichnungen, Anmerkungen) | Höchstplatzierung, Gesamtwochen, AuszeichnungChartplatzierungen (Jahr, Titel, Platzierungen, Wochen, Auszeichnungen, Anmerkungen) | Anmerkungen                          |
| Jahr | Titel               | DE | AT | CH | Anmerkungen                          |
| ---- | ------------------- | --- | --- | --- | ------------------------------------ |
| 1998 | Sweetbox            | DE76 (5 Wo.)DE | AT37 (5 Wo.)AT | CH38 (3 Wo.)CH | Erstveröffentlichung: 1. Januar 1998 |
| 2001 | Classified          | DE45 (4 Wo.)DE | — | — | Erstveröffentlichung: 14. Mai 2001   |
| 2002 | Jade                | — | — | — | Erstveröffentlichung: 2002           |
| 2004 | Adagio              | — | — | — | Erstveröffentlichung: 2004           |
| 2004 | After the Lights    | — | — | — | Erstveröffentlichung: 2004           |
| 2006 | Addicted            | — | — | — | Erstveröffentlichung: 2006           |
| 2009 | The Next Generation | — | — | — | Erstveröffentlichung: 10. Juni 2009  |
| 2011 | Diamond Veil        | — | — | — | Erstveröffentlichung: 25. Mai 2011   |
| 2013 | #Z21                | — | — | — | Erstveröffentlichung: 3. Juli 2013   |
| 2020 | Da Capo             | — | — | — | Erstveröffentlichung: 24. Juni 2020  |

### Livealben
- 2006: Live in Seoul (Christmas Eve 2005)

### Kompilationen
- 2004: 13 Chapters
- 2005: Best of Sweetbox / The Greatest Hits
- 2005: Best of 1995 – 2005
- 2005: Raw Treasures Vol#1
- 2006: Best of 12" Collection 1995 – 2005
- 2006: Best of Remix 1995 – 2006
- 2007: Complete Best
- 2007: Greatest Hits
- 2008: Sweet Wedding Best
- 2008: Rare Tracks
- 2008: Sweet Reggae Mix
- 2008: Sweet Perfect Box (Box mit 6 CDs)

### EPs
- 2004: Christmas EP
- 2006: Addicted EP
- 2007: Tour de France EP
- 2008: Rare Tracks EP
- 2009: The Next Generation EP

### Singles
| Jahr | Titel Album                                 | Höchstplatzierung, Gesamtwochen, AuszeichnungChartplatzierungen (Jahr, Titel, Album, Platzierungen, Wochen, Auszeichnungen, Anmerkungen) | Höchstplatzierung, Gesamtwochen, AuszeichnungChartplatzierungen (Jahr, Titel, Album, Platzierungen, Wochen, Auszeichnungen, Anmerkungen) | Höchstplatzierung, Gesamtwochen, AuszeichnungChartplatzierungen (Jahr, Titel, Album, Platzierungen, Wochen, Auszeichnungen, Anmerkungen) | Höchstplatzierung, Gesamtwochen, AuszeichnungChartplatzierungen (Jahr, Titel, Album, Platzierungen, Wochen, Auszeichnungen, Anmerkungen) | Höchstplatzierung, Gesamtwochen, AuszeichnungChartplatzierungen (Jahr, Titel, Album, Platzierungen, Wochen, Auszeichnungen, Anmerkungen) | Anmerkungen                                                                                 |
| Jahr | Titel Album                                 | DE | AT | CH | UK | US | Anmerkungen                                                                                 |
| ---- | ------------------------------------------- | --- | --- | --- | --- | --- | ------------------------------------------------------------------------------------------- |
| 1995 | Booyah (Here We Go) –                       | DE37 (11 Wo.)DE | — | — | — | — | Erstveröffentlichung: 1995 feat. Tempest                                                    |
| 1996 | Shakalaka –                                 | DE46 (9 Wo.)DE | — | — | — | — | Erstveröffentlichung: 1996                                                                  |
| 1996 | Wot –                                       | DE80 (5 Wo.)DE | — | — | — | — | Erstveröffentlichung: 1996 feat. Jon                                                        |
| 1997 | I’ll Die for You Sweetbox                   | DE59 (7 Wo.)DE | — | — | — | — | Erstveröffentlichung: 1997                                                                  |
| 1997 | Everything’s Gonna Be Alright Sweetbox      | DE12 (17 Wo.)DE | AT5 (12 Wo.)AT | CH10 (21 Wo.)CH | UK5 Silber · (14 Wo.)UK | US46 (8 Wo.)US | Erstveröffentlichung: 1997                                                                  |
| 1998 | Don’t Go Away Sweetbox                      | DE65 (9 Wo.)DE | — | CH37 (2 Wo.)CH | — | — | Erstveröffentlichung: 9. Februar 1998                                                       |
| 1998 | Shout (Let it All Out) Sweetbox             | DE64 (5 Wo.)DE | — | — | — | — | Erstveröffentlichung: 1998 feat. Christopher Taylor Original: Tears for Fears               |
| 1998 | Last Christmas –                            | DE24 (5 Wo.)DE | — | CH21 (3 Wo.)CH | — | — | Erstveröffentlichung: 23. November 1998 als Rap Allstars feat. Leroy Daniels Original: Wham |
| 2000 | Trying to Be Me Classified                  | DE63 (9 Wo.)DE | — | — | — | — | Erstveröffentlichung: 9. Oktober 2000                                                       |
| 2001 | For the Lonely Classified                   | DE34 (9 Wo.)DE | — | CH84 (4 Wo.)CH | — | — | Erstveröffentlichung: 2001                                                                  |
| 2001 | Cinderella Classified                       | DE49 (9 Wo.)DE | AT56 (4 Wo.)AT | — | — | — | Erstveröffentlichung: 23. April 2001                                                        |
| 2003 | Here on My Own (Lighter Shade of Blue) Jade | DE90 (4 Wo.)DE | — | — | — | — | Erstveröffentlichung: 2003                                                                  |

Weitere Singles
- 1996: Never Alone (Close Your Eyes) – The X-mas Song
- 1998: Sometimes
- 1998: U Make My Love Come Down
- 2001: Boyfriend
- 2002: Read My Mind
- 2003: Unforgiven
- 2004: Life Is Cool
- 2004: Somewhere
- 2004: After the Lights
- 2004: Killing Me D.J. (feat. Toby)
- 2004: This Christmas
- 2005: Everything’s Gonna Be Alright -Reborn-
- 2006: Addicted
- 2006: Here Comes the Sun
- 2007: Everything’s Gonna Be Alright 2008 (Q;indivi Jubilie Classico Remix)
- 2009: We Can Work It Out
- 2009: Crash Landed
- 2009: Everything Is Nothing
- 2011: Remember This Dance
- 2011: Minute by Minute
- 2011: I Know You’re Not Alone
- 2013: #Z21 (#Zeitgeist21)
- 2013: Nothing Can Keep Me from You (Ain’t No Mountain) [Justin Wildenhain Nu-Disco Mix] (feat. Miho Fukuhara und LogiQ Pryce)
- 2020: Everythings Gonna Be Alright [Da Capo]
- 2020: Coming Home

## Auszeichnungen für Musikverkäufe
| Goldene Schallplatte - Frankreich - 1998: für die Single Everything’s Gonna Be Alright - Japan - 2003: für das Album Jade - 2004: für das Album Adagio - 2005: für das Album The Greatest Hits - 2006: für das Album Addicted - 2008: für das Album Complete Best - Norwegen - 1998: für die Single Everything’s Gonna Be Alright - Schweden - 1998: für die Single Everything’s Gonna Be Alright | Platin-Schallplatte - Japan - 2001: für das Album Classified 2× Platin-Schallplatte - Japan - 1998: für das Album Sweetbox |

Anmerkung: Auszeichnungen in Ländern aus den Charttabellen bzw. Chartboxen sind in ebendiesen zu finden.
| Land/RegionAuszeichnungen für Musikverkäufe (Land/Region, Auszeichnungen, Verkäufe, Quellen) | Silber  | Gold     | Platin     | Verkäufe  | Quellen     |
| -------------------------------------------------------------------------------------------- | ------- | -------- | ---------- | --------- | ----------- |
| Frankreich (SNEP)                                                                            | —       | Gold1    | —          | 250.000   | infodisc.fr |
| Japan (RIAJ)                                                                                 | —       | 5× Gold5 | 3× Platin3 | 1.100.000 | riaj.or.jp  |
| Norwegen (IFPI)                                                                              | —       | Gold1    | —          | 10.000    | ifpi.no     |
| Schweden (IFPI)                                                                              | —       | Gold1    | —          | 15.000    | ifpi.se     |
| Vereinigtes Königreich (BPI)                                                                 | Silber1 | —        | —          | 200.000   | bpi.co.uk   |
| Insgesamt                                                                                    | Silber1 | 8× Gold8 | 3× Platin3 |           |             |